# ロボコップ (2014年の映画)
『ロボコップ』（原題: RoboCop）は、ジョゼ・パジーリャ監督による2014年のアメリカ合衆国のSFアクション映画である。
1987年に公開されたアメリカ合衆国のSFアクション映画『ロボコップ』のリメイクかつリブートで、通算では4作目である。ロボコップ役はジョエル・キナマンが演じる。

## 概要
2005年にスクリーン ジェムズにより初めてリメイクが発表されたが中止となった。その後MGMにより企画が進められ、ダーレン・アロノフスキーが監督、デヴィッド・セルフが脚本に起用され、2010年公開が予定された。
その後、度重なる製作延期の末、2011年にジョゼ・パジーリャ監督が新たに契約を交わした。2012年3月、MGMは2013年8月公開を発表したが、後に2014年2月に変更された。
主要キャストは2012年3月から7月頃に決定した。主要撮影は2012年9月にカナダのトロント、バンクーバー、ハミルトン、さらにアメリカ合衆国のデトロイトで行われた。

## あらすじ
2028年。デトロイトに本拠を置く巨大企業オムニコープ社は軍事用ロボットを中東の戦場に投入して莫大な利益を得ていたが、海外事業での好調ぶりとは対照的にアメリカ本国では販路拡大を阻まれ、苦戦を強いられていた。
原因は、ヒューバート・ドレイファス議員が発案した、ロボット配備を規制するドレイファス法と、それを支持する多くの議員。何より、心を持たず命の尊さを解さない機械（ロボット）に人間の生殺を任せることに、世論の根強い反発があるためであった。国内にも販路を拡げたいオムニコープは、パット・ノヴァック司会のTV番組等を利用して世論誘導に努めるが、なかなか上手くいかない。
この状況を打破すべく、CEOのレイモンド・セラーズはサイボーグ技術の権威であるデネット・ノートン博士に協力を求め、ロボコップ計画を立ち上げる。機械と人間を融合させたロボコップを造り出し、警官として活躍させることで、心無きゆえに嫌われてきたロボットを「人々に愛される」製品に変えようというのであった。
被験者として選ばれたのは、アレックス・マーフィ刑事。彼は相棒のジャック・ルイス刑事と共に武器の密輸組織の内偵を進めていたが、汚職刑事のタレ込みから組織の仕掛けた爆弾によって瀕死の重傷を負っていた。彼の妻クララの同意を得たノートン博士は、アレックスの脳・心臓・肺以外を機械に改造し、ロボコップとして蘇らせる。
当初は変わり果てた自分の姿に絶望し死を望むアレックスだったが、妻と息子のために生きろというノートン博士の説得を受け、ロボコップとしての活動に同意するのだった。しかし、性能テストを開始して早々にロボコップは問題を露呈。情報経路が複雑な上に感情ゆえの迷いを持つロボコップは、通常のロボットより遥かに判断が遅く、オムニコープの求める性能を満たせない。そのうえ、過去の犯罪データベースをインストールされた際に自身の殺害未遂事件の幻覚を見てしまい、システムエラーを引き起こしてしまう。
ノートン博士ら技術陣は、火器管制プログラムを強化しドーパミンの分泌を制御するなどして性能アップに努めるが、その結果アレックスは感情を抑制され、妻や子供、ルイスを見ても機械的な対応しか出来ない文字通りのロボットと化してしまう。
完成したロボコップは、期待通りの性能を発揮。お披露目の場で顔認証を駆使して指名手配犯を即座に逮捕したのを皮切りに、次々と凶悪犯を捕らえて市民から熱烈な支持を得ていく。世論は徐々にドレイファス法の撤廃へと傾き、事態はセラーズの思惑通りに推移するように見えた。
しかし、捜査の最中にアレックスがクララと再会した事から変化が起こり始める。アレックスの脳内でドーパミンが復活し、抑えられていた感情が蘇る。自らの意思でプログラムを書き換えたアレックスは独自の捜査を推し進め、かつて自分を殺そうとした武器密輸組織を駆逐、遂には警察内部の汚職をも暴き出すに至った。
ロボコップが人々の喝采を浴びる状況とは裏腹に、オムニコープの重役たちは頭を抱えた。反ドレイファス法の広告塔に過ぎないロボコップは、ロボットの販売が自由化された後に不要の存在となり、プログラムの制御を離れ、オムニコープに都合の悪い汚職まで暴きかねなくなったアレックスは危険な存在となっていた。セラーズはアレックスを停止させ、その抹殺を図る。
間一髪、ノートンの助けでラボを脱出したアレックスは、家族を守るためオムニコープに乗り込み、オムニコープのロボットと戦闘を始める。アレックスは数で圧倒するロボット相手に劣勢に立たされるが、ノートンの通報を受けて現場に駆け付けたルイスに助けられ、脱出を図るセラーズを殺人未遂で逮捕しようとするが、制御プログラムによってセラーズを逮捕できずにいた。
セラーズはクララを人質にしてアレックスを撃とうとするが、制御プログラムを感情で乗り越えたアレックスがセラーズに向けて発砲し、二人は相打ちとなる。
その後ノートンはアレックスを直し、彼は無事に妻子との再会を果たすのであった。

## キャスト
※括弧内は日本語吹き替え
- アレクサンダー・“アレックス”・マーフィ / ロボコップ - ジョエル・キナマン（中尾一貴）
- デネット・ノートン博士 - ゲイリー・オールドマン（安原義人）
- レイモンド・“レイ”・セラーズ - マイケル・キートン（牛山茂）
- パトリック・“パット”・ノヴァック - サミュエル・L・ジャクソン（玄田哲章）
- クララ・マーフィ - アビー・コーニッシュ（たなか久美）
- リック・マトックス - ジャッキー・アール・ヘイリー（竹田雅則）
- ジャック・ルイス - マイケル・K・ウィリアムズ（板取政明）
- リズ・クライン - ジェニファー・イーリー（竹内絢子）
- トーマス・“トム”・ポープ - ジェイ・バルチェル（玉木雅士）
- ジェイ・キム - エイミー・ガルシア（英語版）[7]（長尾明希）
- デイビッド・マーフィ - ジョン・ポール・ラッタン（英語版）（志摩淳）
- アントワーヌ・ヴァロン - パトリック・ガロウ（木下浩之）
- ジェリー・ホワイト - ジョーダン・ジョンソン・ハインズ（金子修）
- マーカス・プライス - ウェイン・ダウナー（浦山迅）
- アンドレ・ダニエル - K・C・コリンズ（英語版）（斉藤次郎）
- ジョン・レイク - ダニエル・カッシュ（魚建）
- カレン・ディーン本部長 - マリアンヌ・ジャン＝バプティスト（小宮和枝）
- デュラント市長 - ダグラス・アーバンスキー（英語版）
- ヒューバート・ドレイファス上院議員 - ザック・グルニエ（浦山迅）
- ケリー・パーキンズ - マウラ・グリーアーソン（早川舞）
- モンロー将軍 - マット・クック（板取政明）

## 製作

### 企画
スクリーン・ジェムズは2005年末に『ロボコップ』の新作に取り組んでいることを初めて発表したが、詳細は明かされなかった。2006年11月、Bloody Disgusting は『ロボコップ』のリメイクが中止されたことを報じた。
2008年3月、メトロ・ゴールドウィン・メイヤー（MGM）のプレスリリースにて、『ロボコップ』の新作が企画される可能性について言及された。2008年6月のライセンシング・インターナショナル・エキスポにて、MGMは「RoboCop coming 2010」と書かれたポスターを展示した。スタジオは、ダーレン・アロノフスキーと共に監督を担当する可能性について話し合った。2008年のコミコン・インターナショナルでアロノフスキーは「2010年の『ロボコップ』」を監督し、デヴィッド・セルフが脚本を執筆することを明かした。後に公開日は2011年に変更された。
2009年7月のコミコン・インターナショナルにて、MGMは監督（この時点では恐らくアロノフスキー）とのスケジュールの競合により公開日が2010年夏以降に延期されることを発表した。2010年1月5日、『ロボコップ』のリメイクは未だ保留中であり、アロノフスキーは監督として参加中であることが報じられた。MGM幹部のメアリー・ペアレントはジェームズ・キャメロンの映画『アバター』の大成功を知り、『ロボコップ』の新作を3D映画にすることを望んだ。しかしながらMGMは財政難であったうえ、スタジオとアロノフスキーの創造性の違いから企画は保留された（なお、本作は中国でのみ3D映画として公開された）。
2011年3月2日、降板したアロノフスキーに代わり、『エリート・スクワッド』や『エリート・スクワッド ブラジル特殊部隊BOPE』で成功を収めたブラジルのジョゼ・パジーリャが監督に抜擢されたことを発表した。
2011年3月11日、『The A.V. Club』のショーン・オニールは新規精鋭脚本家のジョシュア・ゼトゥマーが脚本を執筆すると述べた。ゼトゥマーはさまざまなプロジェクトに参加していたが中止となり、『007 慰めの報酬』にも取り組んでいた。

### プリプロダクション
2011年4月12日、MGMがアレックス・マーフィ役としてトム・クルーズ、ジョニー・デップ、キアヌ・リーブスといったAリスト俳優達を探しているという噂が流れた。マイケル・ファスベンダー、マティアス・スーナールツ、ラッセル・クロウがタイトルロールに考慮された。2012年3月3日、ジョエル・キナマンが主演を務める事が明かされ、同年3月9日、2013年8月9日公開が発表された。
2012年6月13日、ヒュー・ローリーがオムニ社のCEO役になると報じられた。この計画が失敗すると、クライヴ・オーウェンが候補に挙がり、2012年8月、最終的にマイケル・キートンに決定した。
当初はエドワード・ノートン、ショーン・ペン、ガエル・ガルシア・ベルナル、レベッカ・ホールがそれぞれデネット・ノートン博士、ノヴァック、ジャック・ルイス、クララ・マーフィ役として考慮されていた。最終的にゲイリー・オールドマン、サミュエル・L・ジャクソン、マイケル・ケネス・ウィリアムズ、アビー・コーニッシュがそれらの役柄に決定した。
2012年7月、ジャッキー・アール・ヘイリーが「キナマンのロボコップを訓練する軍人のマトックス」を演じる契約を交わした。2012年7月25日、ジェイ・バルチェルがオムニ社のマーケティング担当のポープ役として契約した事が明かされた。
ロブ・ボッティンによるロボコップのオリジナルの衣裳は再創造された。画像公開直後の反応は不評であり、クリストファー・ノーランの『ダークナイト』でクリスチャン・ベールが身につけるバットマンのスーツと比較された。
パジーリャと同じくブラジル出身の映画監督であるフェルナンド・メイレレスは、パジーリャが「人生で最悪の経験」、「10個アイデアを出したら9個が却下される」と話していた事を明かした。

### 撮影
撮影は2012年9月より始まり、トロントやオンタリオ州のその他の土地で行われた。市内はデトロイトとして撮られ、その中にはトロント大学も含まれた。2012年9月24日から5夜かけてハミルトンでの撮影が始まった。毎日午後6時から午後7時までは道が封鎖された。MGMのスポークスマンは一部がデトロイトでも撮影されることを明かした。

### 音楽
パジーリャの映画『エリート・スクワッド』でも音楽を作曲したペドロ・ブロンフマンが本作でも雇われた。

## マーケティング
ラフ予告とサミュエル・L・ジャクソンとマイケル・キートンのキャラクターが登場する映像は2013年のコミコン・インターナショナルで初公開された。パジーリャによると、劇場予告編は『エリジウム』に付けられる予定であったが、2013年9月5日にオンラインで公開された。また『リディック: ギャラクシー・バトル』にも付属された。Appleの予告編サイトでも視聴可能である。

## 評価
本作への批評家の評価は賛否両論となっている。映画批評集積サイトRotten Tomatoesには191件のレビューがあり、批評家支持率は49％、平均点は10点満点で5.6点となっている。批評を総括すると「思っていたよりもずっと良い出来栄えだったが、原作より良い訳ではない」となる。また、Metacriticには12件のレビューがあり、加重平均値は53/100となっている。

## その他
- 舞台はデトロイトであるが劇中で日本でしか販売されていない自動車（ホンダ・ライフ、スバル・R2等）が登場している。
- 劇中でロボコップのデザインを決定する際に初代ロボコップ（ただし右手は生身）の姿が映っている。
- 今作ではマーフィーはデトロイトではなく、中国の工場で改造されたという設定に変更された[52]。これについてパジーリャはアメリカの大企業がiPhoneのような製品を中国で生産しているグローバル化した現代を反映させているとした[53]。